# Neoliodes modestior
Neoliodes modestior är en kvalsterart som beskrevs av Berlese 1916. Neoliodes modestior ingår i släktet Neoliodes och familjen Neoliodidae. Inga underarter finns listade i Catalogue of Life.